# دریاچه سلیگر

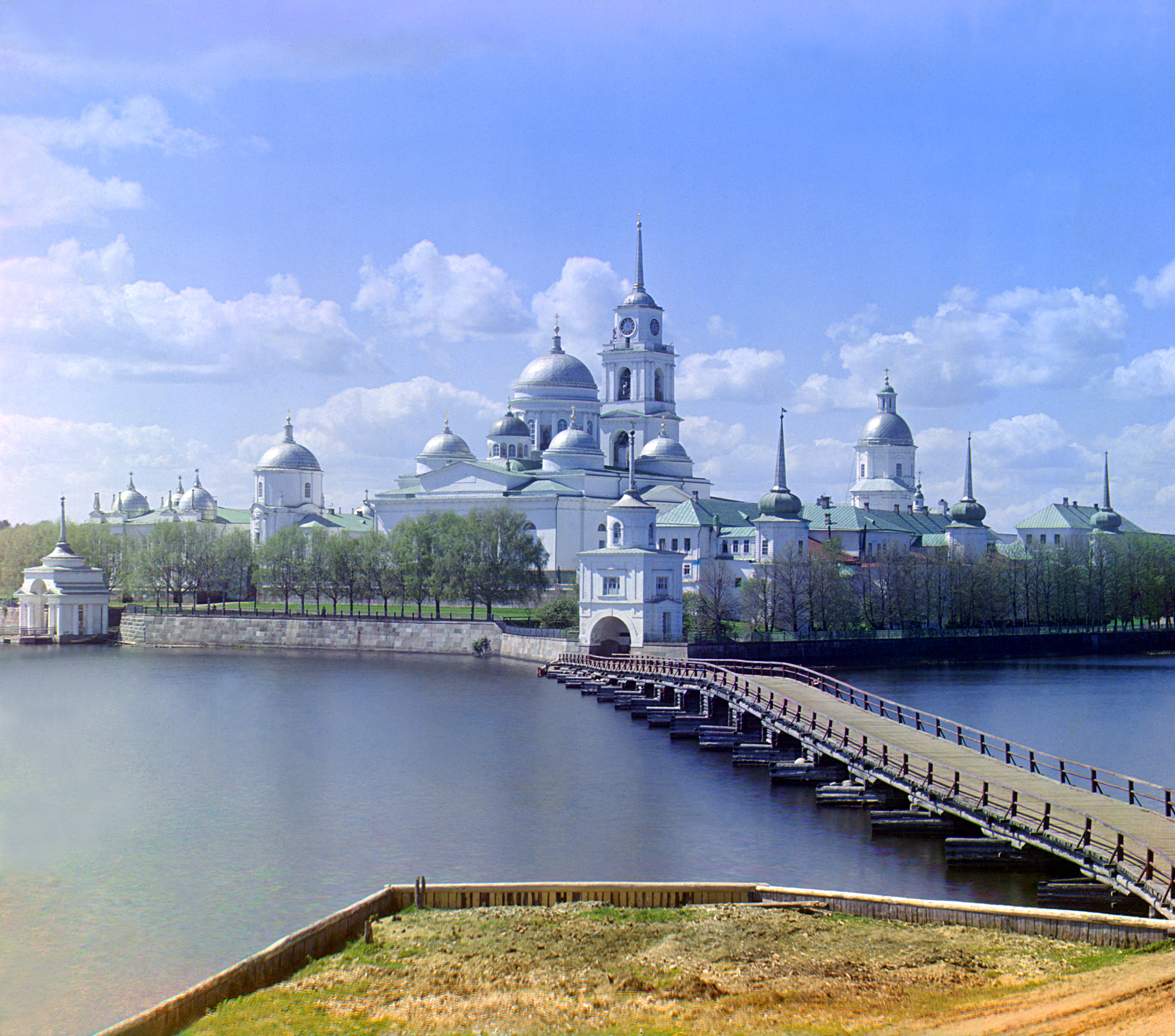
چشم‌انداز دریاچه سِلیگِر نزدیک اُستاشکوف در ۱۹۱۰.

دریاچه سلیگر سِلیگِر نام دریاچه‌ای است در استان‌های نوگورود و توِر روسیه در شمال غربی تپه‌های والدای بخشی از حوضه آبریز ولگا. ارتفاع مطلق آن ۲۰۵ متر، مساحت آن ۲۱۲ کیلومتر مربع و ژرفای آن ۵٬۸ متر است.
منطقه دریاچه سلینگر دارای تپه‌های جنگلی زیباست. این ناحیه منطقه حفاظت‌شده طبیعی اعلام شده و بخاطر تنوع جانوری و گیاهی آن را بایکال اروپایی لقب داده‌اند. تنها شهر کرانه‌ای این دریاچه شهر اُستاشکوف است که به شلوغترین گردشگاه روسیه غربی معروف است. در این دریاچه بیش از ۳۰ نوع ماهی وجود دارد. بر رویه دریاچه صومعه ای واقع شده‌است به نام نیلوا پوستین که دار سال ۱۹۱۷ ساخته شده‌است. جمعیت این صومعه نزدیک به ۵۰ نفر می‌باشد، رویه دریاچه سلیگر انواع لنج‌های مسافرتی حرکت می‌کنند و مسافران به این منطقه از لنج به تماشای مناطق زیبا می‌پردازند. مساحت کل این دریاچه ۲۶۰ کیلومتر مربع می‌باشد. بیشترین عمق دریاچه ۲۴ متر است.
منطقه دریاچه سلینگر دارای تپه‌های جنگلی زیباست. این ناحیه منطقه حفاظت‌شده طبیعی اعلام شده و بخاطر تنوع جانوری و گیاهی آن را بایکال اروپایی لقب داده‌اند.
تنها شهر کرانه‌ای این دریاچه شهر اوستاشکوف است که به شلوغترین گردشگاه روسیه غربی معروف است.